# Techno
Techno is een elektronische muziekstijl die het levenslicht zag in de jaren zeventig van de twintigste eeuw, maar zich met name in de jaren 80 ontwikkelde in onder andere Detroit (VS) en Frankfurt (Duitsland). De term techno is vanaf het begin van de jaren negentig in de VS in gebruik geraakt als verzamelnaam voor een veel groter geheel aan elektronische muziekstijlen. Minimale veranderingen in de opzwepende baslijnen zijn essentieel voor een technoplaat waarbij het publiek een of meerdere handen dan wel vuisten in de lucht kan gooien.

## Geschiedenis
Techno ontstond als muziekstijl op verschillende plaatsen in de wereld, maar voornamelijk in de VS en Duitsland en ontstond eind jaren 70. Het genre kwam voort uit electro in combinatie met minimal, en industrial. In het begin van de jaren 80 is het genre nog duidelijk in ontwikkeling en kent het in Duitsland vooral een industrial-geluid. Een bekende dj uit die tijd, Talla2XLC, richtte in 1983 de allereerste club op die techno (en electronic body music) als uitgangspunt had. Later zou de Duitse techno meer melodie krijgen, mede door opkomst van house en new wave.
De Amerikaanse techno evolueerde via een iets melodischere versie van het genre, die meer uitnodigt tot dansen en waar men helemaal in kon opgaan, maar nog altijd het industriële geluid had. Het is dan ook niet vreemd dat de Amerikaanse versie van het genre in Detroit het levenslicht zag omdat daar, midden jaren 80, een grote crisis in de auto-industrie was.
Het woord techno werd voor het eerst gebruikt door de Amerikaanse futuroloog Alvin Toffler in zijn boek The Third Wave. Het woord is een verkorting van "technology", omdat Detroit in die tijd een sterk ontwikkelde stad was.
De elektronische muziek uit Detroit kent een aantal golven (of waves), die zich met toenemend succes over de rest van de wereld hebben verspreid.

### Amerikaanse techno-evolutie

#### First Wave
Juan Atkins, Derrick May, Richie Hawtin, en Kevin Saunderson kenden elkaar van de middelbare school in Belleville en staan dan ook bekend als de Belleville Three. Juan Atkins, die al muzikale successen gekend had met de groep Cybotron, was de oudste van de drie en gold als grootste inspiratiebron voor de anderen.
In navolging van de house-dj's uit Chicago maten ze zich een epitheton ornans aan: Juan Atkins werd Magic Juan Atkins (door de magische rust die hij uitstraalt), Kevin Saunderson werd Kevin Master Reese Saunderson (naar het Reese Project waar hij deel van uitmaakte) en enfant terrible Derrick May werd eenvoudigweg Mayday. Ook richtten ze alle drie hun eigen platenlabel op: Metroplex (Atkins), KMS (Saunderson) en Transmat (May).
Er wordt ook nog weleens een vierde bij genoemd: Eddie 'Flashin' Fowlkes.
Het triumviraat van de techno werd sterk beïnvloed door het wekelijkse radioprogramma Midnight Funk Association van diskjockey The Electrifying Mojo, een radioprogramma dat al vanaf 1977 liep en de elektronische muziek van elektronicapioniers als Kraftwerk en Tangerine Dream met de ruwe funk van George Clinton combineerde. Onder dit gesternte werd aan de eerste technoplaten begonnen. Derrick May ontpopte zich al snel tot een eigenzinnige en vernieuwende dj, wiens muzikale vernieuwingen op de dansvloer niet altijd meteen door iedereen gewaardeerd werden; er zijn verhalen bekend van feestjes waarop het publiek uit protest op de dansvloer ging zitten, tot ontsteltenis van May. De Music Institute Club groeide echter uit tot een vertrekbasis voor de technomuziek die weldra de wereld zou veroveren.
De eerste grote technohits waren van de hand van Kevin Saunderson, onder zijn pseudoniem Inner City. Met Big fun en Good life had hij wereldwijd een hit. Onder andere Nude photo en Strings of life, beide van Rhythim is Rhythim (een pseudoniem van Derrick May), worden tegenwoordig wel gezien als klassiekers maar hebben nooit op dezelfde schaal succes behaald als de hits van Inner City. Ondanks enkele muzikale hits hebben de pioniers van de techno pas laat erkenning gekregen voor hun inspanningen en tot hun grote frustratie gingen veelal Europese "techno"-artiesten en dj's met de eer strijken.

#### Second Wave
Hiermee bedoelt men een tweede generatie zwarte artiesten die begin jaren negentig de fakkel overnam: Eddie Fowlkes (al behoort hij ook tot de eerste golf artiesten), Carl Craig, DJ Rush, Kenny Larkin, Blake Baxter, John Acquaviva, Stacey Pullen en Alan Oldham.
Naast deze artiesten trad ook een aantal artiesten van het platenlabel Underground Resistance (UR) naar voren: Jeff Mills (in de begindagen als dj bekend onder de naam "The Wizard"), Mike Banks, James Pennington ("The Suburban Knight"), Robert Hood en Drexciya. Uit de muziek van de UR-artiesten sprak een zekere frustratie over de toestand van de zwarte gemeenschap in Amerika en het gebrek aan erkenning voor de elektronische muziek uit Detroit. Met Underground Resistance werd techno meteen een stuk agressiever. Een aantal UR-artiesten, zoals het elektrogezelschap Drexciya, hulde zich in de anonimiteit en mat zich een pseudomystiek imago aan.

#### Third Wave
Hiertoe behoren onder meer Moodymann, Theo Parrish en Terrence Parker.

#### Na de Third Wave
Daarna nam de muziekstroming een grote vlucht, hoewel het wel meer een muziekstroming van liefhebbers bleef. Techno is nooit echt doorgebroken bij het grote publiek, het is altijd al undergroundmuziek geweest. Het minimalistische karakter en het meestal ontbreken van zangstemmen zijn daarvan de belangrijkste oorzaken.

## Belangrijke artiesten
Tot de vertegenwoordigers van techno behoren:
- Amelie Lens
- Aphex Twin
- Dave Angel
- Juan Atkins
- Marco Bailey
- Joey Beltram
- Adam Beyer
- C.J. Bolland
- Boys Noize
- Dave Clarke
- Carl Cox
- Carl Craig
- Charlotte de Witte
- DJ Rush
- Drexciya
- Ida Engberg
- Terence Fixmer
- Gesaffelstein
- Laurent Garnier
- Richie Hawtin
- Robert Hood
- Ken Ishii
- Kraftwerk
- Paul Kalkbrenner
- Kölsch
- Nina Kraviz
- L.A. Style
- Cari Lekebusch
- Chris Liebing
- Marusha
- Derrick May
- Jeff Mills
- Miss Monique[1]
- Orbital
- Steve Rachmad
- Rhythm & Sound
- Kevin Saunderson
- Luke Slater
- Speedy J
- Ultradyne
- Underworld
- Sven Väth
- Joris Voorn
- Orlando Voorn

## Platenlabels
- Axis Records (VS)
- Bonzai Records (België)
- Cocoon Recordings (Duitsland)
- Klopfgeist (Nederland)
- Metroplex (VS)
- Ostgut Ton (Duitsland; van Berghain)
- R&S Records (Londen, voorheen België)
- Transmat (VS)
- Tresor (Duitsland; tevens een club)
- Underground Resistance (VS)
- Kanzleramt Records (Duitsland)

## Evenementen
- Awakenings (Amsterdam en inmiddels ook Eindhoven, Antwerpen, Manchester, New York en Santiago)
- I Love Techno (Montpellier)
- Extrema Outdoor (Nederland en België)
- Onder de Radar (Enschede)

## Gerelateerde stijlen
- Acid house
- Techhouse
- Electro
- Electronic body music (EBM)
- House
- New beat
- Minimal techno
- Progressive house
- Schranz
- Techno body music (TBM)
- Techtrance
- Tekno